# ホモシスチン
ホモシスチン（英: Homocystine）は、化学式 (HO
2CCH(NH
2)CH
2CH
2S)
2 で表される有機硫黄化合物である。ホモシステインのジスルフィド誘導体である。